# 1984年サラエボオリンピックのリヒテンシュタイン選手団
1984年サラエボオリンピックのリヒテンシュタイン選手団（1984ねんサラエボオリンピックのリヒテンシュタインせんしゅだん）は、1984年2月8日から2月19日までユーゴスラビア（現・ボスニア・ヘルツェゴビナ）のサラエボで開催された1984年サラエボオリンピックのリヒテンシュタイン選手団、およびその競技結果。

## 概要
今大会は銅メダル2個を獲得した。

## メダル
| メダル | 選手名                     | 競技           | 種目       |
| ------ | -------------------------- | -------------- | ---------- |
| 銅     | アンドレアス・ウェンツェル | アルペンスキー | 男子大回転 |
| 銅     | ウルズラ・コンツェット     | アルペンスキー | 女子回転   |